# Hastatis simplicis
Hastatis simplicis är en skalbaggsart som beskrevs av Maria Helena M. Galileo och Martins 1990. Hastatis simplicis ingår i släktet Hastatis och familjen långhorningar. Inga underarter finns listade i Catalogue of Life.